# Julija Kramar
Julija Kramar, slovenska operna pevka iz Nove Gorice, * 13. avgust 1976, Koper.
Poje coloratura soprano. Solo petja se je začela učiti pri Franki Žgavec na glasbeni šoli Emila Komela v Gorici. Med študijem v Ljubljani se je priključila Akademskemu pevskemu zboru Toneta Tomšiča. Tam jo je slišal peti pevec, ki jo je predstavil sopranistki iz Maribora, pri kateri je do njene smrti obiskovala zasebne učne ure. Kratek čas je študirala na mednarodni glasbeni akademiji v Modeni, ki pa je manj kot pol leta po njenem prihodu zaprla svoja vrata. Sicer je diplomantka ljubljanske Fakultete za šport, po poklicu pa je profesorica športne vzgoje.
Zaslovela je kot zmagovalka 2. sezone Slovenija ima talent. V finalu je nastopila, kljub temu da ji je le nekaj dni prej umrl partner. V polfinalu je izvedla »Libiamo ne' lieti calici« (»Napitnico«) iz La traviate, v finalu pa je slavila s svojo interpretacijo »The Diva Dance« iz filma Peti element. Že jeseni 2011 je izdala svoj prvi album z naslovom Julija, na katerem se je poleg 9 (pop) opernih priredb znašla tudi originalna skladba »Svet se naprej vrti«.
Oktobra 2012 je nastopila v opereti Spomladanska parada (Frühjahrsparade) v produkciji goriškega Kulturnega centra Lojze Bratuž in v režiji Jožeta Hrovata, in sicer v vlogi Marike, slovenskega podeželskega dekleta iz Doberdoba. Leto pozneje je zopet stala na gledaliških deskah, tokrat kot Ninon v operi Gorenjski slavček v ljubljanski Operi.
2014 je kandidirala na slovenskih predčasnih državnozborskih volitvah, in sicer na kandidatni listi Zavezništva Alenke Bratušek.
Je mama dveh hčerk, Giulie, rojene avgusta 2008, in Tiane, rojene septembra 2015.

## Diskografija
| Leto | Album  | Pesmi |
| ---- | ------ | --- |
| 2011 | Julija | - Barka iz perja - Mlade oči - Ena želja - Čez dvajset let - Ne čakaj pomladi - Zbudi se - Za prijatelje - Svet se naprej vrti - Lascia ch'io pianga - O mio babbino caro |